# Arnold van Bruggen
Arnold van Bruggen (Den Burg,  1979) is een Nederlandse schrijver, documentairemaker en researcher. Zijn werk kenmerkt zich door diepgravende onderzoeksjournalistiek, literaire vertelvormen en vernieuwende multimediale producties.

## Biografie
Van Bruggen studeerde geschiedenis en journalistiek. In 2004 richtte hij het onafhankelijke productiehuis Prospektor op, gespecialiseerd in journalistiek, documentaire en multimediale verhalen. Hij leidde het bureau tot 2024 als mededirecteur, eigenaar en maker. Geboren op Texel keerde hij daar in 2017 terug na 20 jaar in Amsterdam gewoond te hebben. 
Hij werkt vaak samen met fotografen, journalisten en kunstenaars, waaronder Rob Hornstra, Eefje Blankevoort en Tomas Kaan.

## The Sochi Project
Tussen 2007 en 2014 werkte Van Bruggen samen met fotograaf Rob Hornstra aan The Sochi Project, een langdurig journalistiek project over de Russische regio rond Sotsji, in aanloop naar de Olympische Winterspelen van 2014. Door middel van veldonderzoek, interviews, fotografie en tekst boden zij een alternatief narratief voor de officiële berichtgeving. Het project resulteerde in verschillende boeken, een website en internationale tentoonstellingen en werd bekroond met onder meer een World Press Photo Award. Een grote tentoonstelling in Moskou, 2014 werd geannuleerd toen Rob Hornstra en Arnold van Bruggen toegang tot Rusland geweigerd werden. Het project wordt als een vroeg voorbeeld van slow journalism genoemd in studies en berichtgeving. Tevens was The Sochi Project een van de eerste projecten die grootschalig met crowdfunding experimenteerde om een onafhankelijk project mogelijk te maken.

## De Jurk en het Scheepswrak
Tussen 2016 en 2023 werkte Van Bruggen aan De Jurk en het Scheepswrak, een driedelige documentaire serie voor NTR, een podcast in samenwerking met Tjitske Mussche en een interactieve website in samenwerking met Thomas Lievestro. Het project gaat over een jurk die door Texelse amateurduikers in een 17e eeuws scheepswrak wordt gevonden. Deze illegale vondst brengt hen in botsing met overheden en wetenschappers. ‘Een conflict tussen eilandcultuur en de wereld van wetten en regels van “de overkant”,’ noemt Van Bruggen het: een eilandcultuur waarin een verlangen naar autonomie centraal staat.'. De serie werd genomineerd voor de Zilveren Nipkowschijf 2023.

## Documentaires en multimediale projecten
Arnold van Bruggen was betrokken bij diverse documentaires en producties, waaronder:
- Niemand vertelt mij wat ik moet geloven (2008) - over 400-jarige Doopsgezinde kerk in Amsterdam[10]
- De Russenoorlog (2009) – over het laatste slagveld van Europa: Texel[11]
- De Russenoorlog online (2009) – tijdlijn over de Georgische opstand op Texel[12]
- Play for Keeps (2011) - film over de knikkerstrijd op het schoolplein in de lente[13]
- Vroeger is een ver land (2013, met Anoek Steketee) over de Indonesische herinnering aan de Nederlands koloniale bezetting.[14]
- Hidden Wounds (2013, met Tomas Kaan) – videoclip en documentaire over posttraumatische stress bij Nederlandse veteranen[15]
- The Art of Travel (2017, met Eefje Blankevoort) - documentaire over etser en reiziger Rolf Weijburg[16]
- Breng de Joden Thuis (2021, met Eefje Blankevoort) – documentaire over radicale christenen die de bijbelse eindtijd naderbij proberen te brengen door joden uit Oekraïne naar Israël te verhuizen[17]
- The Europeans (2020-2030) – een tijdsdocument van Europa in de jaren 2020 in wording, in samenwerking met Rob Hornstra [18]

Naast zijn werk als regisseur en scenarist van documentaires, publiceert hij artikelen en reportages in kranten en tijdschriften als Vrij Nederland, Volkskrant en NRC. Hij maakt korte en lange films in opdracht. Hij is researcher voor series als Human Playground (Netflix, 2022) en Van Moskou tot Maidan (VPRO, 2025)

## Boeken

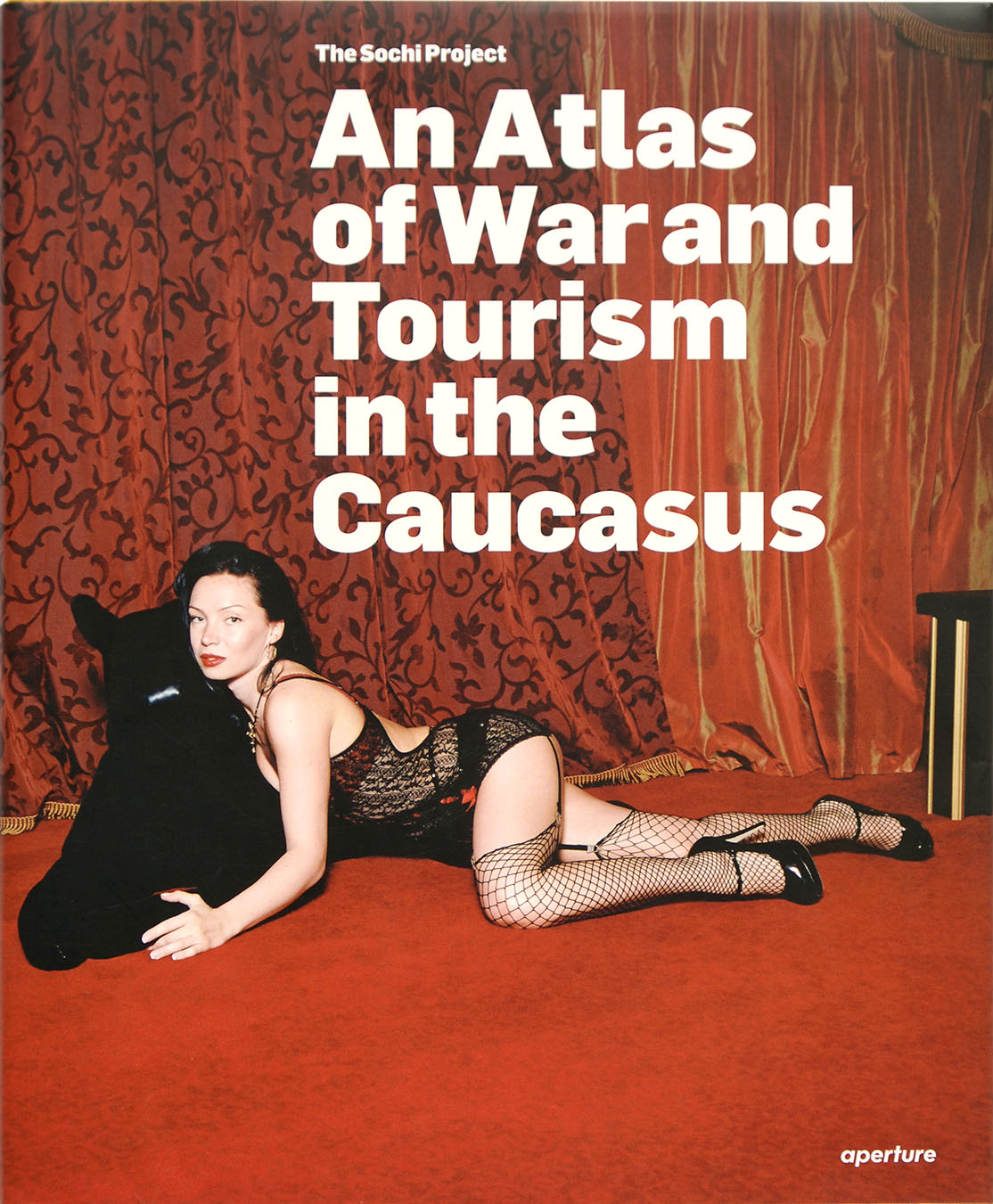
Atlas of War and Tourism
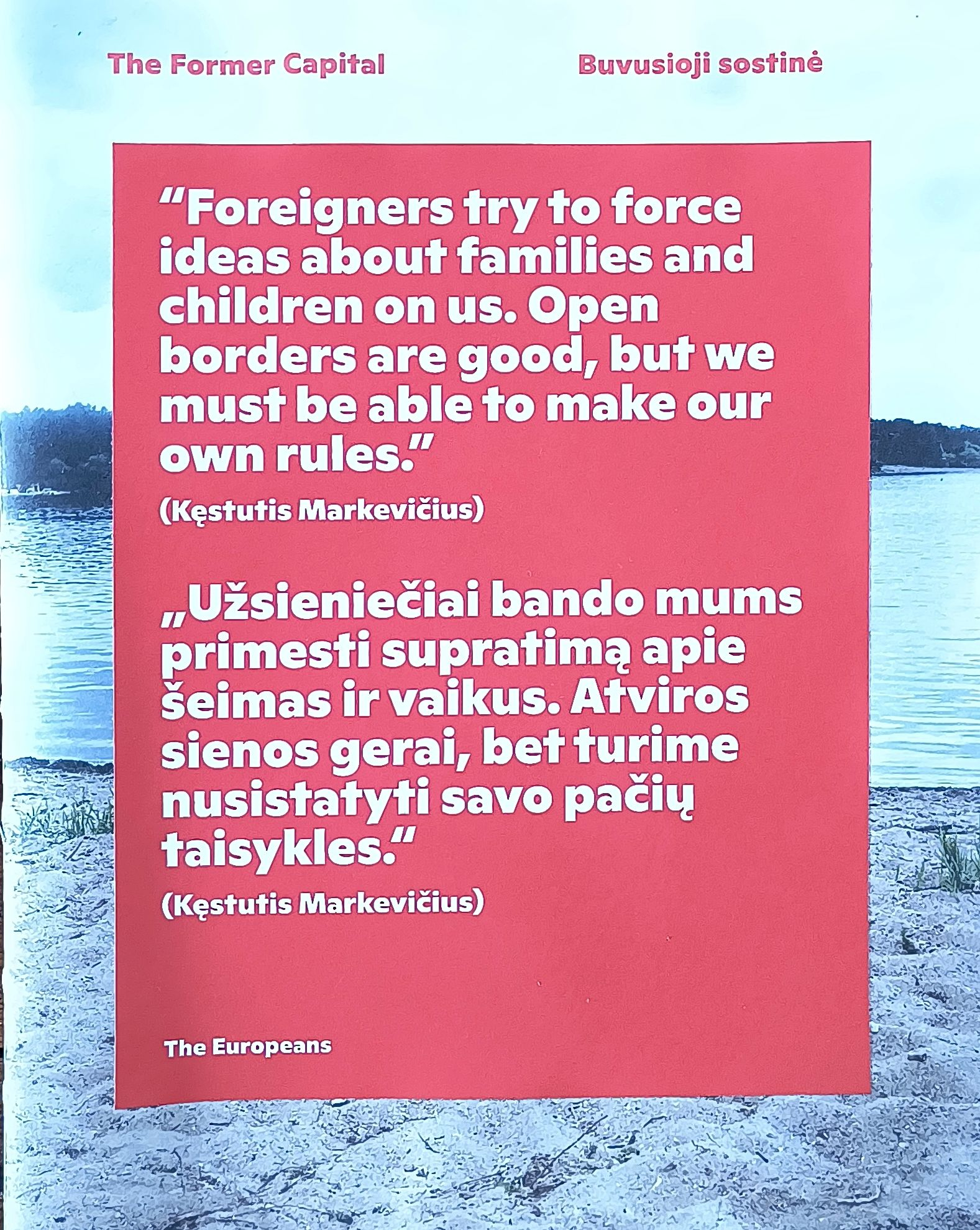
The Former Capital
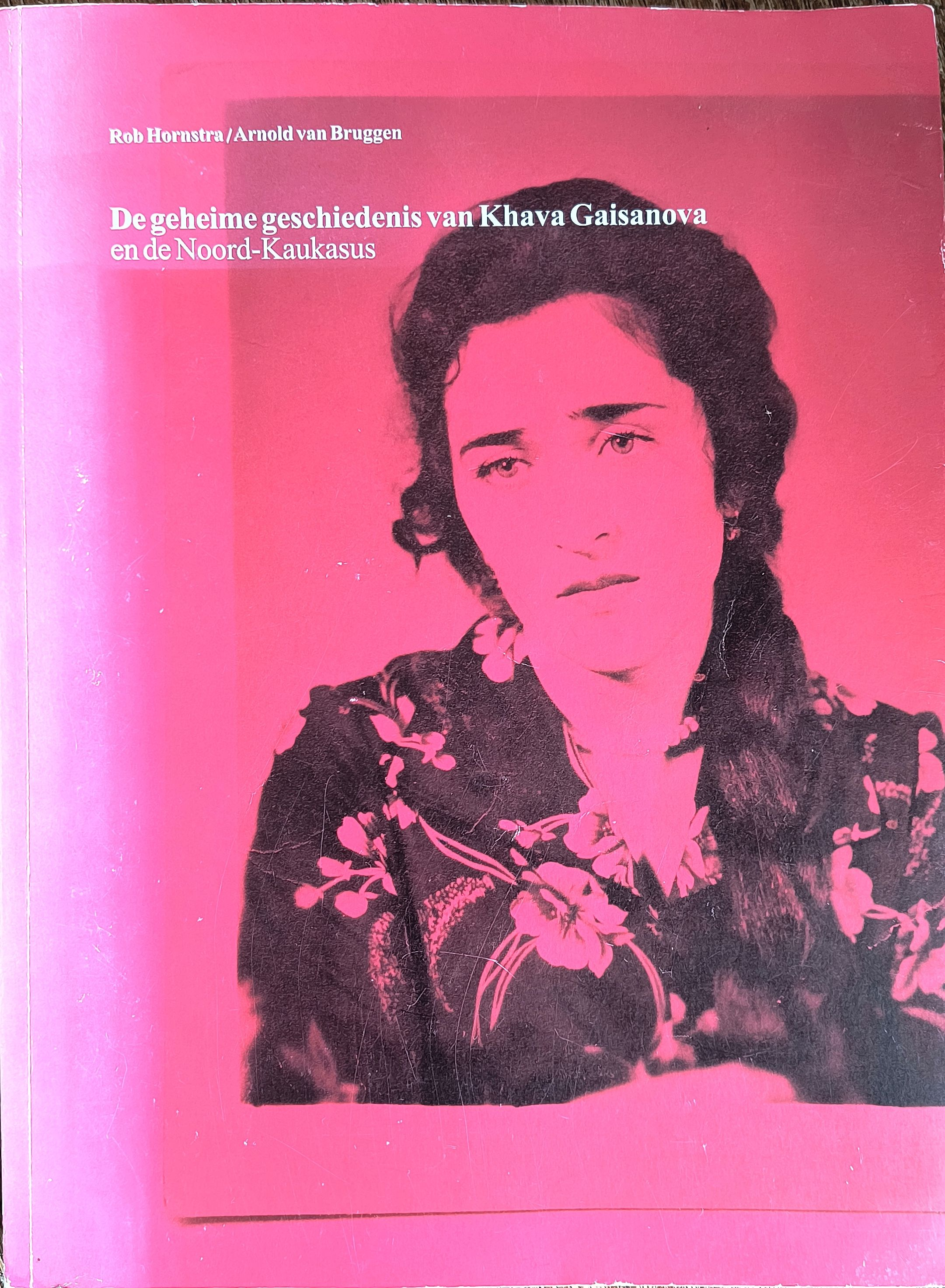
De Geheime Geschiedenis van Khava Gaisanova
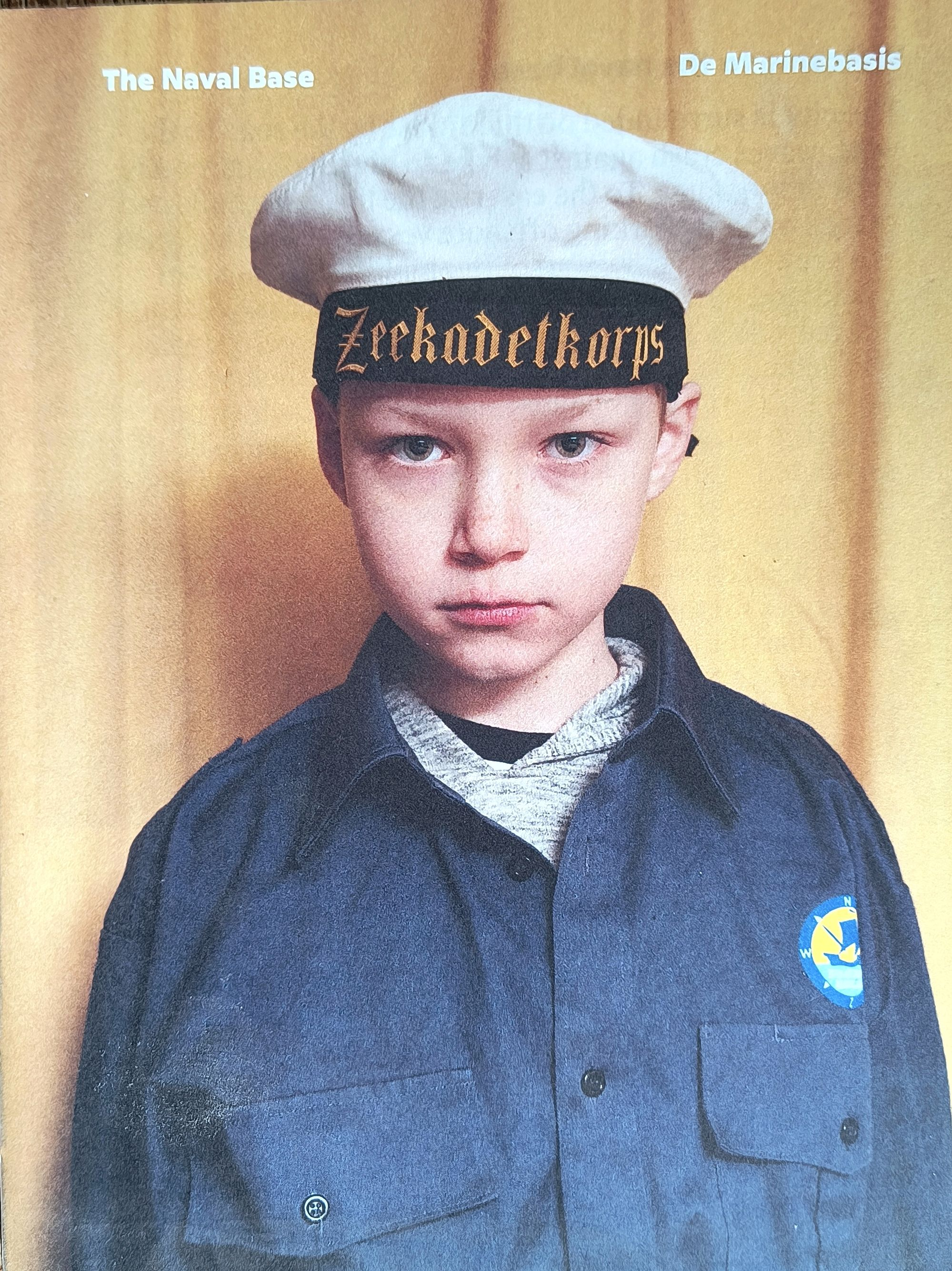
The Naval Base
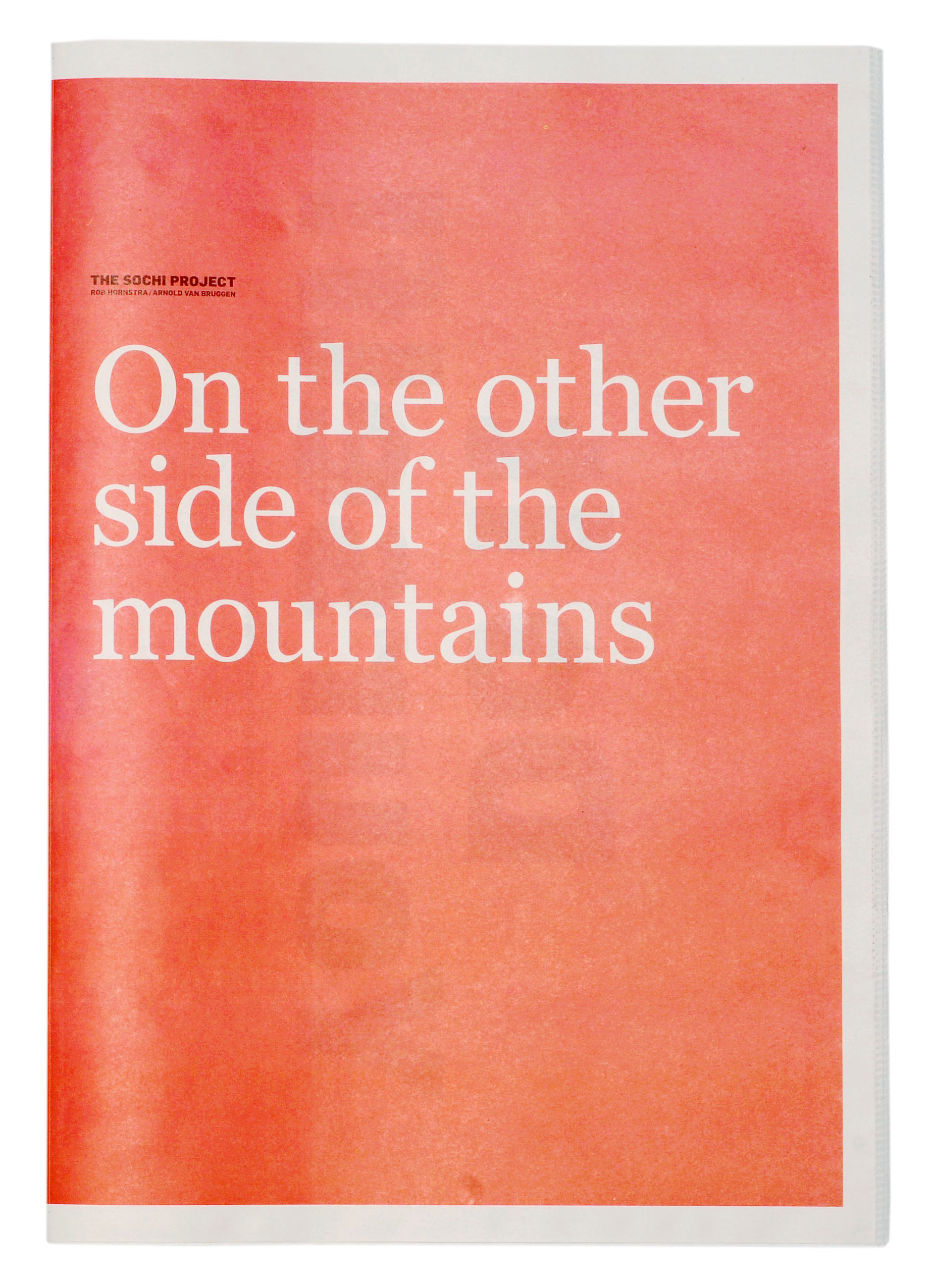
On the other side of the mountains
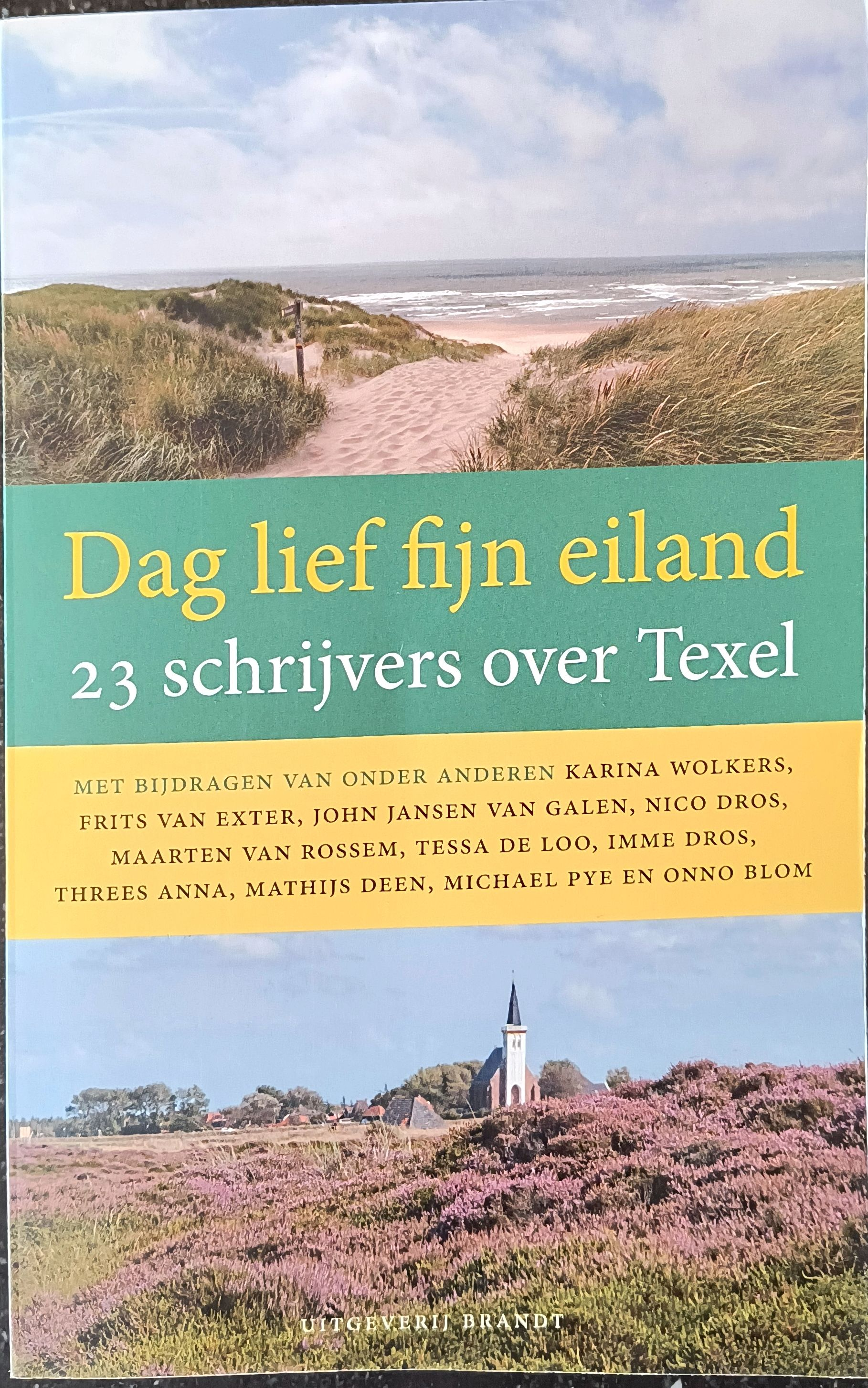
Dag lief fijn eiland
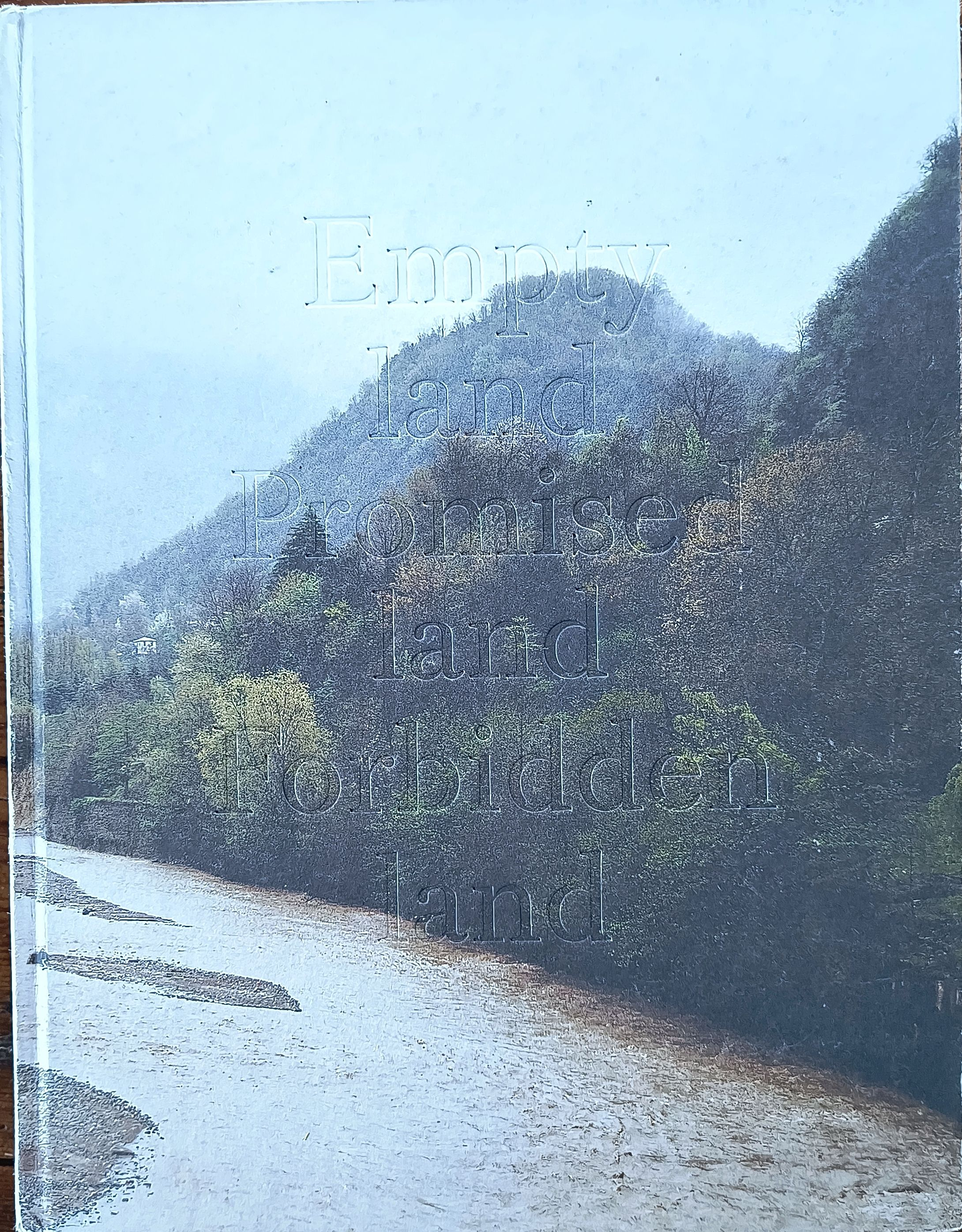
Empty Land Promised Land Forbidden Land
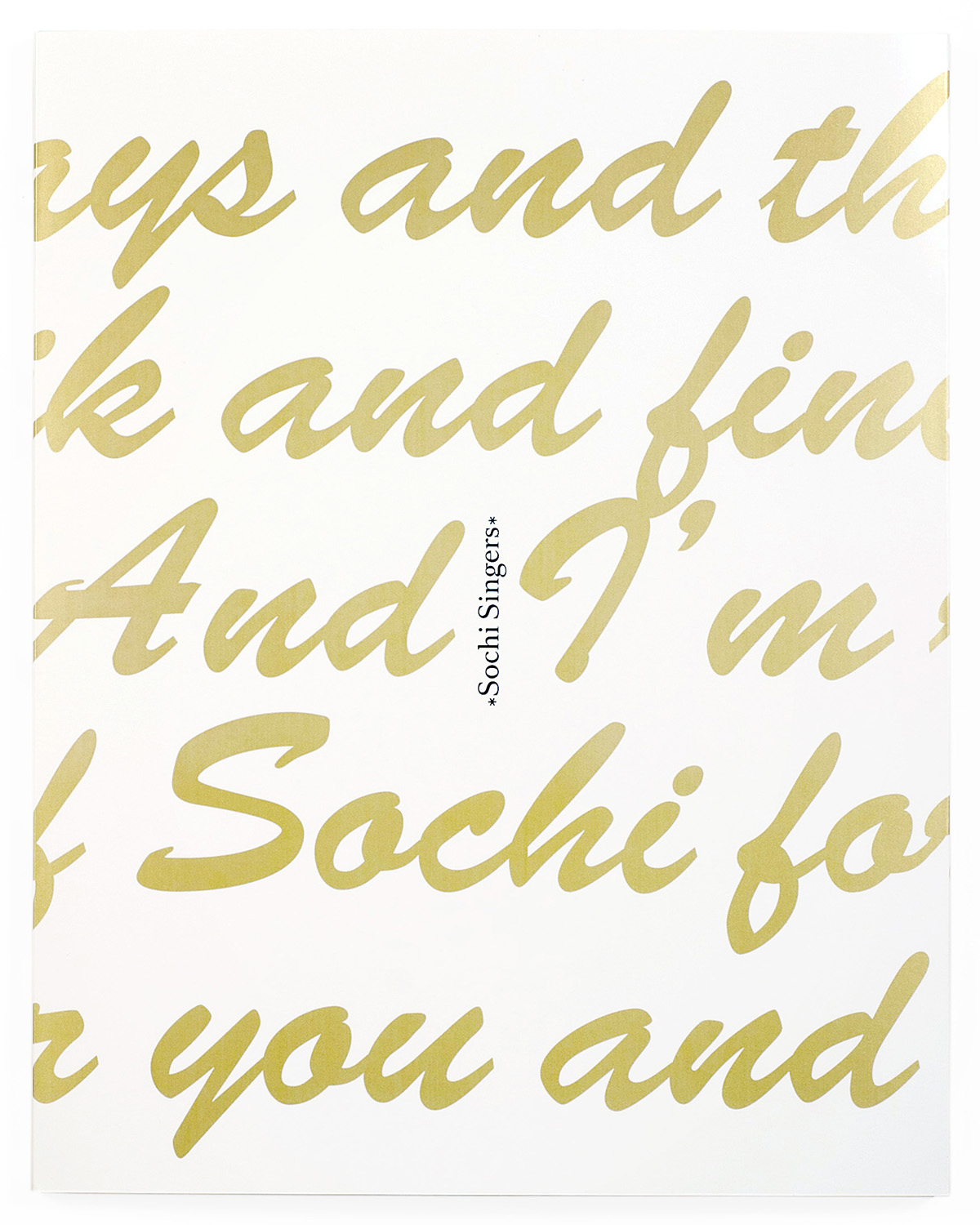
Sochi Singers

Arnold van Bruggen is (co-) auteur van onder meer de volgende boeken:  
- Oorlogsdagboeken over de jodenvervolging (Uitgeverij Contact, 2001)
- So Blue, So Blue (Ad van Denderen  Steidl/Mack, 2008)
- 101 Billionaires (Rob Hornstra, 2008)
- Sanatorium (The Sochi Project, 2009)
- On the other side of the mountains (The Sochi Project, 2010)
- Empty Land Promised Land Forbidden Land (The Sochi Project, 2010, 2e editie 2013)
- Sochi Singers (The Sochi Project 2011)
- The Secret History of Khava Gaisanova (The Sochi Project, 2013)
- De Geheime Geschiedenis van Khava Gaisanova (Uitgeverij Pegasus, 2013)
- An Atlas Of War And Tourism in the Caucasus (Aperture, 2013, 2e editie 2015)
- Dag lief fijn eiland (Uitgeverij Brandt, 2017)
- State of Being / Staatloos (met Anoek Steketee en Eefje Blankevoort, NAI010 2017)
- Caspian, The Elements (Chloe Dewe Mathews, Aperture, 2018)
- The Former Capital (The Europeans, 2020)
- The Naval Base (The Europeans, 2021)
- Our Ancestral Home (The Europeans, 2022)
- The Black Country (The Europeans, 2023)

## Tentoonstellingen
Samen met ontwerpers Jeroen Kummer en Arthur Herrman, fotografen Rob Hornstra en Anoek Steketee ontwikkelt Van Bruggen tentoonstellingen voor eigen projecten en in opdracht. 
- Vroeger is een ver land (met Anoek Steketee, Tropenmuseum, 2012)
- An atlas of war and tourism in the Caucasus (FoMu 2013, daarna rondreizend)[19]
- De strijd is van altijd (Watersnoodmuseum, 2018)[20]
- De wereld van de waterbouwers (Watersnoodmuseum 2023)

## Prijzen en erkenning
Arnold van Bruggen ontving verschillende prijzen en nominaties, waaronder:
- Dutch Doc Award [21]
- Canon Prize voor visuele journalistiek [22]
- Tentoonstellingen bij onder meer het Nederlands Fotomuseum 2010 [23], FoMU Antwerpen 2014 [24], Delhi Photo Festival 2015 [25], Tropenmuseum Amsterdam 2013 [26], Aperture Gallery NY 2014. DePaul University Art Museum 2014.
- Zilveren Nipkow Schijf 2023[9]

- Gemeinsame Normdatei: 102273184X
- International Standard Name Identifier: 0000 0003 9565 1203
- Library of Congress Control Number: n2013037315
- Nationale Bibliotheek van Israël: 987008729310905171
- Nederlandse Thesaurus van Auteursnamen: 227165543
- Système universitaire de documentation: 178263575
- Virtual International Authority File: 290381099